# Vici
Un vici és una qualitat moral negativa, oposada a la virtut. Cada cultura considera uns vicis rellevants importants. Popularment, en algunes cultures, s'aplica a drogodependències, com per exemple l'alcoholisme o el tabaquisme.

## Catolicisme
Segons el catolicisme els vicis es poden classificar i organitzar a través de les virtuts oposades. Així, un vici és el que pot corrompre una virtut per a la seva falta d'ús, per mal ús o per excés d'ús. Considera quatre vicis cardinals, que són:
- la luxúria, oposada a la contenció i la moderació,
- la covardia, oposada al valor,
- la follia o insensatesa, oposada pels catòlics a la saviesa i al seny, i
- la corrupció, entesa com l'oposat a la justícia.